# Phocanella
Phocanella és un gènere extint de mamífers carnívors de la família de les foques (Phocidae) que visqueren a les aigües costaneres de l'Atlàntic nord entre el Miocè mitjà i el Plistocè inferior. Se n'han trobat restes fòssils a Bèlgica, els Estats Units, França, els Països Baixos i el Regne Unit. Eren foques petites que no passaven d'un metre de llargada. Devien tenir una constitució similar a la de la foca ocel·lada d'avui en dia. Les espècies P. couffoni i P. straeleni són nomina dubia. El nom genèric Phocanella és un diminutiu de Phoca.